# Batesův motel
Batesův motel (v anglickém originále Bates Motel) je americký dramatický televizní seriál, který vytvořili Carlton Cuse, Kerry Ehrin a Anthony Cipriano. Seriál produkovala společnost Universal Television a ve Spojených státech byl premiérově vysílán v letech 2013–2017 na kanálu A&E.
Seriál je „současným prequelem“ k filmu Psycho (založeném na stejnojmenném románu od Roberta Blocha) a líčí život Normana Batese (Freddie Highmore) a jeho matky Normy (Vera Farmigová) před událostmi, které se udály v Hitchcockově filmu. Seriál se oproti filmu odehrává v jiném fiktivním městě (White Pine Bay v Oregonu, oproti filmovému Fairvale v Kalifornii) a je zasazen do moderního 21. století. Seriál začíná smrtí Normina manžela, kdy si zakoupí motel nacházející se v pobřežním městě, aby ona a Norman mohli začít nový život.
Seriál se natáčel v Aldergrove v Britské Kolumbii a měl premiéru ve Spojených státech dne 18. března 2013. Televize A&E se rozhodla přeskočit pilotní díl seriálu a rovnou si objednala první sezónu skládající se z deseti epizod.
Dne 8. dubna 2013 objednala A&E díky úspěšným reakcím kritiků a diváckým ohlasům druhou řadu seriálu. Druhá série se vysílala v roce 2014, natáčení započalo v létě 2013. Dne 7. dubna 2014 bylo potvrzeno, že se Batesův motel dočká i třetí série. Dne 15. června 2015 byl seriál prodloužen o čtvrtou a pátou sérii. Výkonný producent Carlton Cuse potvrdil, že pátá série je tou poslední a že zobrazuje události z filmu Psycho.
V Česku seriál vysílá Česká televize.

## Herci

### Hlavní role
| Freddie Highmore | Norman Bates          |
| Vera Farmigová   | Norma Louise Batesová |
| Max Thieriot     | Dylan Masset          |
| Olivia Cooke     | Emma Decody           |
| Nestor Carbonell | šerif Alex Romero     |
| Kenny Johnson    | Caleb Calhoun         |

### Vedlejší role
| Ian Tracey               | Remo Wallace          |
| Mike Vogel               | zástupce Zack Shelby  |
| Jere Burns               | Jake Abernathy        |
| Michael O'Neill          | Nick Ford             |
| Nicola Peltz             | Bradley Martinová     |
| Keegan Connor Tracy      | slečna Watsonová      |
| Keenan Tracey            | Gunner                |
| Ian Hart a Andrew Howard | Will Decody           |
| Michael Eklund           | Zane Morgan           |
| Kathleen Robertson       | Jodi Morganová        |
| Ryan Hurst               | Chick Hogan           |
| Kevin Rahm               | Bob Paris             |
| Paloma Kwiatkowski       | Cody Brennanová       |
| Aliyah O'Brien           | Regina                |
| Richard Harmon           | Richard Sylmore       |
| Vincent Gale             | Gil Turner            |
| David Cubitt             | Sam Bates             |
| Lini Evans               | Amelia Martinová      |
| Anika Noni Rose          | Liz Babbittová        |
| Diana Bang               | Jiao                  |
| Terry Chen               | Ethan Chang           |
| Hiro Kanagawaas          | doktor Fumhiro Kurata |
| Michael Vartan           | George Heldens        |
| Rebecca Creskoff         | Christine Heldensová  |
| Michael Roger            | Jimmy Brennan         |
| Tracy Spiridakos         | Annika Johnsonová     |
| Joshua Leonard           | James Finnigan        |
| Damon Gupton             | doktor Gregg Edwards  |
| Jaime Ray Newman         | Rebecca Hamilton      |
| Marshall Allman          | Julian Howe           |
| Terence Kelly            | Dickie Bolton         |
| Karina Logue             | Audrey Ellisová       |

## Řady a díly
| Řada | Díly | Premiéra v USA  | Premiéra v USA  | Premiéra v ČR | Premiéra v ČR |
| Řada | Díly | První díl       | Poslední díl    | První díl     | Poslední díl  |
| ---- | ---- | --------------- | --------------- | ------------- | ------------- |
| 1    | 10   | 18. března 2013 | 20. května 2013 |               |               |
| 2    | 10   | 3. března 2014  | 5. května 2014  |               |               |
| 3    | 10   | 9. března 2015  | 11. května 2015 |               |               |
| 4    | 10   | 7. března 2016  | 16. května 2016 |               |               |
| 5    | 10   | 20. února 2017  | 24. dubna 2017  |               |               |

## Natáčení
Jeden z tvůrců seriálu, Carlton Cuse, jako klíčovou inspiraci pro Batesův motel uvedl seriál Městečko Twin Peaks se slovy: „Máme docela pěkně ošizené Městečko Twin Peaks... Jestli jste chtěli získat toto přiznání, máte ho. Miloval jsem ten seriál. Vysílalo se ho pouhých třicet epizod. Kerry [Ehrin] a já jsme se rozhodli udělat těch sedmdesát zbývajících.“
Scenárista seriálu Bill Balas ve skutečnosti má cystickou fibrózu a to se stalo inspirací pro postavu Emmy Decody, která v seriálu trpí stejnou nemocí.

## Přijetí
Seriál měl ke květnu 2013 skóre 66 na Metacritic, což naznačuje „obecně příznivé recenze“. Při premiéře prvního dílu překonal rekordy ve sledovanosti pro původní dramatický seriál na kanálu A&E. Pilotní díl připoutal k obrazovkám tři miliony amerických diváků, a z toho ho sledovalo 1,6 milionů diváků z věkového okruhu od osmnácti do čtyřiceti devíti let.

## Ocenění a nominace
| Rok  | Association                                  | Category                                                | Nominován(i)                                                                           | Výsledek  |
| ---- | -------------------------------------------- | ------------------------------------------------------- | -------------------------------------------------------------------------------------- | --------- |
| 2013 | Critics' Choice Television Awards            | Nejlepší herečka v dramatickém seriálu                  | Vera Farmiga                                                                           | nominace  |
| 2013 | Cena Emmy                                    | Nejlepší herečka v hlavní roli v dramatickém seriálu    | Vera Farmiga                                                                           | nominace  |
| 2013 | Television Critics Association               | Nejlepší výkon v dramatickém seriálu                    | Vera Farmiga                                                                           | nominace  |
| 2013 | Imagen Awards                                | Nejlepší televizní herec ve vedlejší roli               | Nestor Carbonell                                                                       | nominace  |
| 2013 | Artios Awards                                | Nejlepší casting seriálu                                | April Webster, Sara Isaacson, Jennifer Page, Corinne Clark                             | nominace  |
| 2013 | Make-Up Artists & Hair Stylists Guild Awards | Nejlepší účesy pro televizní seriál                     | Donna Bis                                                                              | nominace  |
| 2013 | Women's Image Network Awards                 | Nejlepší dramatický seriál                              | Batesův motel                                                                          | nominace  |
| 2013 | Women's Image Network Awards                 | Nejlepší herečka v dramatickém seriálu                  | Vera Farmiga                                                                           | nominace  |
| 2013 | Dorian Awards                                | Televizní výkon roku – herečky                          | Vera Farmiga                                                                           | nominace  |
| 2013 | Online Film & Television Association Awards  | Nejlepší herečka v dramatickém seriálu                  | Vera Farmiga                                                                           | nominace  |
| 2013 | Online Film & Television Association Awards  | Nejlepší kamera                                         | John S. Bartley, Thomas Yatsko                                                         | nominace  |
| 2013 | Online Film & Television Association Awards  | Nejlepší produkční vedení                               | Peter Bodnarus, Mark S. Freeborn, Margot Ready, Rose Marie McSherry                    | nominace  |
| 2013 | Gold Derby Awards                            | Nejlepší herečka v hlavní roli v dramatickém seriálu    | Vera Farmiga                                                                           | nominace  |
| 2013 | Gold Derby Awards                            | Průlomový umělec roku                                   | Freddie Highmore                                                                       | nominace  |
| 2013 | People's Choice Awards                       | Oblíbený televizní antihrdina                           | Freddie Highmore                                                                       | nominace  |
| 2013 | Satellite Award                              | Nejlepší herec v dramatickém seriálu                    | Freddie Highmore                                                                       | nominace  |
| 2013 | Satellite Award                              | Nejlepší herečka v dramatickém seriálu                  | Vera Farmiga                                                                           | nominace  |
| 2013 | IGN Awards                                   | Nejlepší televizní herečka                              | Vera Farmiga                                                                           | nominace  |
| 2013 | IGN Awards                                   | Nejlepší nový televizní seriál                          | Batesův motel                                                                          | nominace  |
| 2013 | IGN Awards                                   | Nejlepší hororový pořad                                 | Batesův motel                                                                          | nominace  |
| 2013 | Cena Saturn                                  | Nejlepší televizní pořad                                | Batesův motel                                                                          | nominace  |
| 2013 | Cena Saturn                                  | Nejlepší herečka v televizním pořadu                    | Vera Farmiga                                                                           | vítězství |
| 2013 | Cena Saturn                                  | Nejlepší herec v televizním pořadu                      | Freddie Highmore                                                                       | nominace  |
| 2014 | Critics' Choice Television Awards            | Nejlepší herec v dramatickém seriálu                    | Freddie Highmore                                                                       | nominace  |
| 2014 | Critics' Choice Television Awards            | Nejlepší herečka v dramatickém seriálu                  | Vera Farmiga                                                                           | nominace  |
| 2014 | Gold Derby Awards                            | Nejlepší herečka v hlavní roli v dramatickém seriálu    | Vera Farmiga                                                                           | nominace  |
| 2014 | Women's Image Network Awards                 | Nejlepší herečka v dramatickém seriálu                  | Vera Farmiga                                                                           | nominace  |
| 2014 | Women's Image Network Awards                 | Nejlepší dramatický seriál produkovaný ženou            | Kerry Ehrin                                                                            | nominace  |
| 2014 | Women's Image Network Awards                 | Nejlepší dramatický seriál                              | Batesův motel                                                                          | nominace  |
| 2014 | People's Choice Awards                       | Oblíbený dramatický seriál na kabelové televizi         | Batesův motel                                                                          | nominace  |
| 2014 | TV Guide Awards                              | Oblíbený hororový seriál                                | Batesův motel                                                                          | nominace  |
| 2014 | Online Film & Television Association Awards  | Nejlepší dramatický seriál                              | Batesův motel                                                                          | nominace  |
| 2014 | Online Film & Television Association Awards  | Nejlepší hudba v seriálu                                | Chris Bacon                                                                            | nominace  |
| 2014 | Online Film & Television Association Awards  | Nejlepší produkční vedení                               | Peter Bodnarus, Mark S. Freeborn, Tony Wohlgemuth, Margot Ready, Rose Marie McSherry   | nominace  |
| 2014 | Online Film & Television Association Awards  | Nejlepší zvuk v seriálu                                 | Alan Decker, Mark Noda, Nello Torri, Thomas DeGorter, Michael Mullane, Brian Armstrong | nominace  |
| 2014 | Online Film & Television Association Awards  | Nejlepší herečka v dramatickém seriálu                  | Vera Farmiga                                                                           | nominace  |
| 2014 | Cena Saturn                                  | Nejlepší herečka v televizním seriálu                   | Vera Farmiga                                                                           | nominace  |
| 2014 | Cena Saturn                                  | Nejlepší televizní pořad                                | Batesův motel                                                                          | nominace  |
| 2014 | Imagen Awards                                | Nejlepší herec ve vedlejší roli v televizním seriálu    | Nestor Carbonell                                                                       | nominace  |
| 2015 | Critics' Choice Television Awards            | Nejlepší herec v dramatickém seriálu                    | Freddie Highmore                                                                       | nominace  |
| 2015 | Critics' Choice Television Awards            | Nejlepší herečka v dramatickém seriálu                  | Vera Farmiga                                                                           | nominace  |
| 2015 | Fangoria Chainsaw Awards                     | Nejlepší televizní herečka                              | Vera Farmiga                                                                           | nominace  |
| 2015 | Gracie Awards                                | Nejlepší herečka v hlavní roli v televizním seriálu     | Vera Farmiga                                                                           | vítězství |
| 2015 | Online Film & Television Association Awards  | Nejlepší herečka ve vedlejší roli v dramatickém seriálu | Vera Farmiga                                                                           | nominace  |
| 2015 | Women's Image Network Awards                 | Nejlepší herečka v dramatickém seriálu                  | Vera Farmiga                                                                           | nominace  |
| 2015 | Women's Image Network Awards                 | Nejlepší dramatický seriál                              | Batesův motel                                                                          | nominace  |
| 2015 | People's Choice Awards                       | Nejlepší dramatický seriál na kabelové televizi         | Batesův motel                                                                          | nominace  |
| 2015 | Cena Saturn                                  | Nejlepší thrillerový televizní seriál                   | Batesův motel                                                                          | nominace  |
| 2015 | Golden Reel Awards                           | Nejlepší hudba k televiznímu pořadu                     | Michael Ryan                                                                           | nominace  |